# Атакурбанов, Инклаб Бадалович
Инклаб Бадалович Атакурбанов — советский хозяйственный, государственный и политический деятель.

## Биография
Родился в 1930 году в Самаркандской области. Член КПСС.
С 1949 года — на хозяйственной, общественной и политической работе. В 1949—1990 гг. — животновод, организатор разведения каракулевых овец в Самаркандской области, заместитель начальника Узглавкаракуля, директор государственного племенного завода «Карнаб» Советабадского района Самаркандской области Узбекской ССР,
За разработку научных основ и технологии обогащения пустынных пастбищ, широкое внедрение их в практику каракулеводства Средней Азии был в составе коллектива удостоен Государственной премии СССР в области науки и техники 1981 года.
Жил в Узбекистане.

## Награды и звания
- орден Октябрьской Революции (27.12.1976[1])
- орден Трудового Красного Знамени (01.03.1965[2])
- орден Дружбы народов (26.02.1981[3])
- орден «Знак Почёта» (08.04.1971)[4]